# Judas der Sohn des Ezechias
Judas der Sohn des Ezechias (hebräisch יְהוּדָה בֶּן אֶזֶכִיָּה Yehudah ben Ezechiyah) war ein jüdischer Machthaber in Nordisrael zu Zeiten um Christi Geburt. 
Der jüdische Geschichtsschreiber Flavius Josephus (Altertümer, XIV 9,2) berichtet, wie Ezechias (Hezekiah), der Vater des Judas, der als „Räuberhauptmann“ mit einer bewaffneten Schar die Grenzgebiete zu Syrien durchstreifte, von dem jungen Herodes (noch bevor er König wurde) ergriffen und hingerichtet wurde. Offenbar blieb jedoch die Machtstruktur der Familie des Ezechias intakt, denn nach Josephus besaß sein Sohn Judas „eine große Macht“ und konnte „von Herodes nur mit Mühe niedergehalten“ werden. Hinter dieser Qualifikation verbirgt sich wahrscheinlich die Tatsache, dass Judas im Norden Israels eine lokale Sonderherrschaft errichtet hatte, die mit dem politischen System des römischen Klientelkönigs Herodes im Konflikt lag.
Judas sammelte, wie Josephus weiter berichtet (Altertümer, XVII 10,5), nach dem Tode Herodes des Großen im Jahr 4 v. Chr. bei Sepphoris, einer Stadt in Galiläa (heute: Sefuriye), „eine Schar verkommener Menschen, griff damit das Zeughaus an, bemächtigte sich der daselbst befindlichen Waffen, teilte sie unter die Seinigen aus, raubte auch das dort aufbewahrte Geld und verbreitete allseitig Schrecken, indem er jeden, der ihm in die Hände fiel, plünderte und mit sich fortschleppte“. Nach Josephus strebte Judas sogar nach der Königsherrschaft, die er „nicht so sehr durch Tapferkeit, als vielmehr durch zügellose Zerstörungssucht erringen“ wollte.
Aus der (tendenziösen) Schilderung des Josephus geht hervor, dass es Judas gelang, für beschränkte Zeit die damals bedeutende Stadt Sepphoris in Nordisrael in seine Gewalt zu bringen und zu beherrschen. Denn im Krieg zwischen Herodes dem Großen und seinem Rivalen Matthias Antigonos um die Macht über Galiläa geriet Sepphoris zwischen die Fronten. Herodes eroberte die Stadt und hielt sie bis zu seinem Tod im Jahr 4 v. Chr.  Judas der Sohn des Ezechias (Judah ben Hezekiah) nutzte die Situation, um die Stadtbewohner zu einem Aufstand gegen die von den Römern protegierten Herodianer zu führen. Daraufhin ließ Publius Quinctilius Varus, damals Gouverneur von Syrien, die Stadt völlig zerstören.

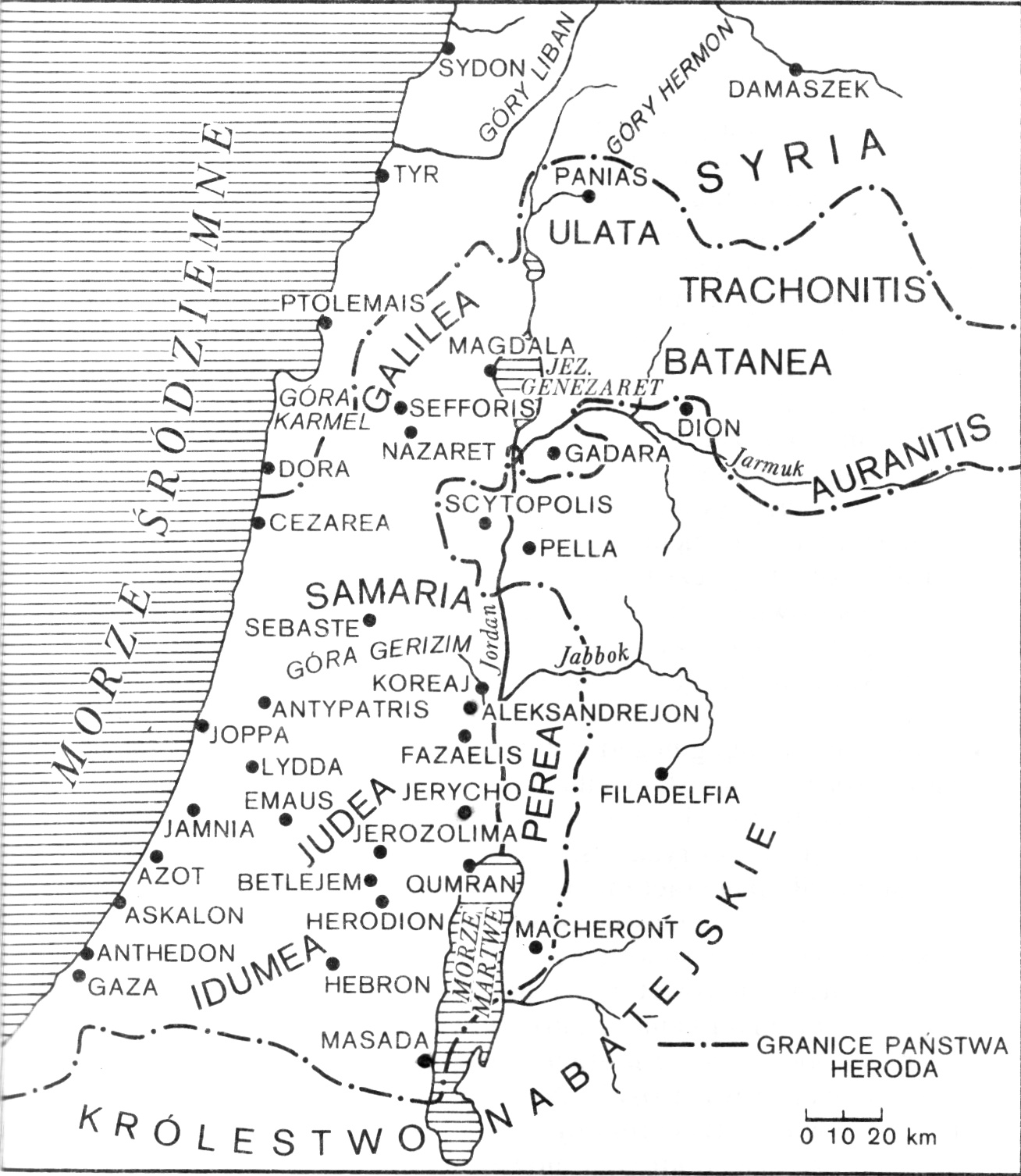
Karte des Königreichs des Herodes und in Jesus-Zeiten.

Die Unruhen, die nach dem Tode des Herodes im römischen Herrschaftsbereich in Judäa ausgebrochen waren, hatten solche Ausmaße angenommen, dass der römische Statthalter in Syrien Publius Quinctilius Varus mit Truppenverstärkungen heranrücken musste, um die römischen Interessen zu sichern. Seine Verbände griffen auch die Stadt Sepphoris an, legten sie in Schutt und Asche und verkauften die Einwohner, die offenbar mit der Regierung des Judas sympathisiert hatten, in die Sklaverei. Möglicherweise ist Judas, über den Josephus keine weiteren Einzelheiten mitteilt, bei diesen Kämpfen ums Leben gekommen.
Von einigen Historikern wird eine personale Identität zu Judas der Galiläer angenommen.